# Dictyonellidae
Dictyonellidae is een familie van sponsdieren uit de klasse van de Demospongiae (gewone sponzen). 

## Geslachten
- Acanthella Schmidt, 1862
- Dictyonella Schmidt, 1868
- Liosina Thiele, 1899
- Lipastrotethya de Laubenfels, 1954
- Phakettia de Laubenfels, 1936
- Rhaphoxya Hallmann, 1917
- Tethyspira Topsent, 1890